# Feridun Buğeker
Feridun Buğeker (ur. 5 kwietnia 1933 w Stambule, zm. 6 października 2014 tamże) – turecki piłkarz i architekt, w czasie kariery grał na pozycji napastnika. W swojej karierze rozegrał 5 meczów w reprezentacji Turcji.

## Kariera klubowa
Karierę piłkarską Buğeker rozpoczął w klubie Fenerbahçe SK ze Stambułu. Do 1955 roku grał w nim w rozgrywkach Istanbul Lig. W latach 1947, 1948 i 1953 wygrał z Fenerbahçe te rozgrywki. Zdobył także Başbakanlık Kupası w latach 1946 i 1950.
W 1955 roku Buğeker odszedł do niemieckiego klubu Stuttgarter Kickers. Występował w nim do końca swojej kariery, czyli do 1957 roku.

## Kariera reprezentacyjna
W reprezentacji Turcji Buğeker zadebiutował 25 maja 1953 w wygranym 2:1 towarzyskim meczu ze Szwajcarią. W 1954 roku został powołany do kadry na mistrzostwa świata w Szwajcarii. Rozegrał na nich jeden mecz, z RFN (1:4). Od 1953 do 1955 roku rozegrał w kadrze narodowej 5 meczów.
| Mecze i gole w reprezentacji | Mecze i gole w reprezentacji | Mecze i gole w reprezentacji | Mecze i gole w reprezentacji | Mecze i gole w reprezentacji | Mecze i gole w reprezentacji | Mecze i gole w reprezentacji |
| #                            | Data                         | Stadion                      | Rywal                        | Wynik                        | Gol                          | Rozgrywki                    |
| 1953                         | 1953                         | 1953                         | 1953                         | 1953                         | 1953                         | 1953                         |
| ---------------------------- | ---------------------------- | ---------------------------- | ---------------------------- | ---------------------------- | ---------------------------- | ---------------------------- |
| 1.                           | 25.05.1953                   | Berno, Szwajcaria            | Szwajcaria                   | 2:1                          | 0                            | towarzyski                   |
| 1954                         |                              |                              |                              |                              |                              |                              |
| 2.                           | 14.03.1954                   | Stambuł, Turcja              | Hiszpania                    | 1:0                          | 0                            | el. MŚ 1954                  |
| 3.                           | 17.03.1954                   | Rzym, Włochy                 | Hiszpania                    | 2:2                          | 0                            | el. MŚ 1954                  |
| 4.                           | 17.06.1954                   | Berno, Szwajcaria            | RFN                          | 1:4                          | 0                            | MŚ 1954                      |
| 1955                         |                              |                              |                              |                              |                              |                              |
| 5.                           | 03.04.1955                   | Stambuł, Turcja              | Francja                      | 0:0                          | 0                            | Mediterranean Cup 1953/1957  |